# Lobophora nigrovariegata
Lobophora nigrovariegata là một loài bướm đêm trong họ Geometridae.